# Viber (telefonszolgáltatás)
A Viber egy okostelefonra készített ingyenes VoIP szolgáltatás, a Viber Media Inc. bejegyzett védjegye. Segítségével a felhasználó telefonálhat, üzenetet küldhet és videochatelhet internetkapcsolaton keresztül. A program a felhasználó névjegyzékéből képzi a Viber szolgáltatáson belüli névjegyeket. A szolgáltatás Androidon, iOS-en, Windows Phone-on, BlackBerryn, Windowson, OS X-en, Symbianon, illetve Linuxon (azon belül Ubuntun és Fedorán) érhető el.

## Története
2013. május 7-én elérte a 200 millió felhasználót.
Indításakor (2010. december 2.) iPhone-on volt használható a Skype vetélytársaként. Az Androidra való változat először 2011 májusában készült el, de ekkor még 50000-re volt korlátozva a felhasználók száma. A korlátlan verziót 2012. július 19-én adták ki. BlackBerry-re (BlackBerry 10 -re csak bizonyos típusokra és csak android portolt alkalmazást adtak ki, natív app sosem készült) és Windows Phone-ra 2012. május 8-án adták ki a Vibert.
A Viber több nyelven is elérhető: angol, arab, albán, hagyományos kínai, egyszerűsített kínai, francia, magyar, német, olasz, perzsa, spanyol, orosz, héber, portugál és görög.[forrás?]

## Biztonsági kérdések
A Viber szolgáltatás a felhasználó teljes névjegyzékét feldolgozza, és a felhasználó összes ismerősének adatait továbbítja a szolgáltatóhoz, az olyanokét is, akik nem veszik igénybe a Vibert.
Az EFF által 2014. november 6-án közzétett vizsgálatok szerint a Viber az adatátvitel során titkosított formát használ ugyan (akárcsak egy kivételével az összes megvizsgált szolgáltatás), de olyan titkosítást, amit a szolgáltató maga is olvasni tud, nem csak a két egymással kommunikáló (a vizsgálatba bevont 40 szolgáltatás közül 18-nál állt fenn ugyanez a hiányosság). A szolgáltatásba nincs beépítve a partner azonosságának ellenőrzési lehetősége (20 szolgáltatás hasonló a 40-ből). A titkosító kulcsoknak nincs olyan része, ami csak átmenetileg lenne érvényben, így ha valaki az aktuális kulcsra szert tesz, annak segítségével a régebbi üzenetváltásokat is meg tudja fejteni (25 ilyen a 40-ből). A megvalósításhoz tartozó forráskód nem nyilvános, nincs mód a hibák, hátsó bejáratok és strukturális problémák felfedésére (22-nél a 40-ből). A titkosításnál felhasznált módszertan dokumentálatlan és ellenőrizetlen (16-nál a 40-ből).

## Fordítás
Ez a szócikk részben vagy egészben a Viber című angol Wikipédia-szócikk ezen változatának fordításán alapul.  Az eredeti cikk szerkesztőit annak laptörténete sorolja fel. Ez a jelzés csupán a megfogalmazás eredetét és a szerzői jogokat jelzi, nem szolgál a cikkben szereplő információk forrásmegjelöléseként.